# Menhir von Callac

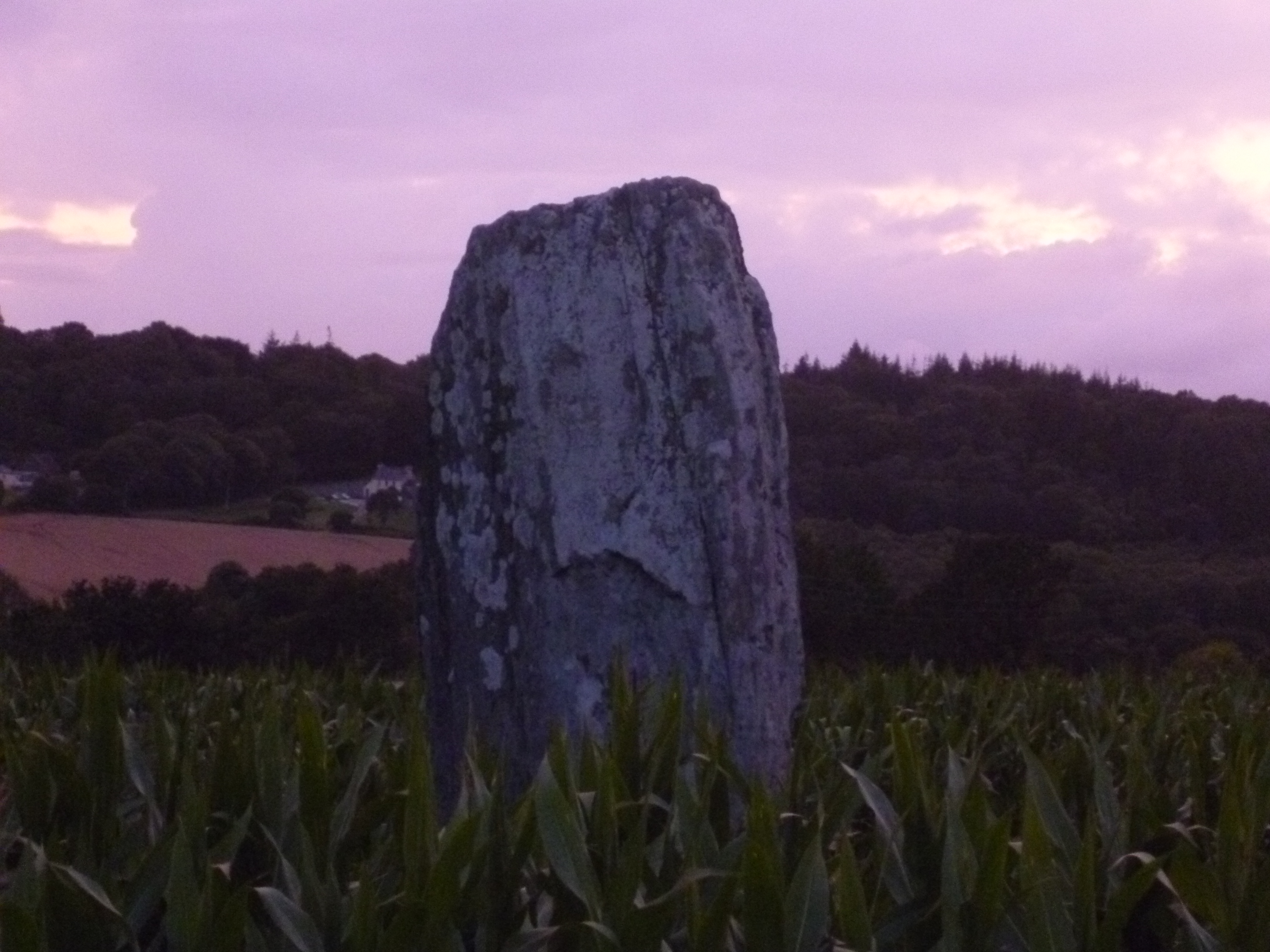
Menhir von Callac

Der Menhir von Callac steht nordöstlich von Saint-Gilles-Vieux-Marché auf einem Feld nahe der Straße nach La Gravelle, südöstlich des namensgebenden Weilers Callac im Département Côtes-d’Armor in Frankreich.
Der Menhir aus lokalem Schiefer wurde auf dem Plateau Champs de Callac errichtet. Es ist 3,9 m hoch, 1,5 m breit und 0,8 m dick.
Der Menhir wurde 1974 als Monument historique unter Denkmalschutz gestellt.